# جامع سجاس
جامع سجاس هو مسجد من عهد الدولة السلجوقية، ويقع في مقاطعة خدابندة، سجاس.